# نیتریت لیتیم
نیتریت لیتیم (به انگلیسی: Lithium nitrite) با فرمول شیمیایی LiNO۲ یک ترکیب شیمیایی با شناسه پاب‌کم ۲۳۶۷۳۷۰۹ است. که جرم مولی آن 52.9465 g/mol می‌باشد. شکل ظاهری این ترکیب، کریستال‌های سفید است.